# Prinzessin Kira von Preußen Stiftung
Die Prinzessin Kira von Preußen Stiftung ist eine Stiftung, die das Ziel verfolgt, sozial benachteiligten Kindern kostenlose Ferienaufenthalte  auf der Burg Hohenzollern zu ermöglichen.

## Geschichte
1938 heiratete Kira von Preußen Louis Ferdinand von Preußen (1907–1994), der 1951 als Nachfolger des letzten deutschen Kronprinzen Oberhaupt des Hauses Hohenzollern wurde. Geboren wurde Kira von Preußen als Großfürstin von Russland 1909 in Paris. Ihr Vater, Kyrill Wladimirowitsch Romanow, war ein Enkel von Zar Alexander II. Nach der Ermordung der russischen Zarenfamilie erklärte man Kiras Vater zum Oberhaupt des Hauses Romanow. Kiras Eltern flohen in Folge der Oktoberrevolution 1917 aus Russland nach Finnland. Als 16-Jährige lernte Großfürstin Kira 1925 im Potsdamer Schloss Cecilienhof ihren späteren Mann, Louis Ferdinand, kennen.
Nach der Heirat zog die Familie 1940 auf das Gut Cadinen bei Elbing in Ostpreußen. Bei Kriegsende flohen sie vor der Roten Armee über Potsdam nach Bad Kissingen. Seit 1947 lebte das Paar mit seinen Kindern in Bremen, ab Anfang der 1960er Jahre mit Zweitwohnsitz in Berlin.
Nachdem Louis Ferdinand 1951 Oberhaupt des Hauses Hohenzollern wurde, gründete Kira am 15. Juni 1952 mit ihrem Mann die nach ihr benannte Stiftung. Seitdem diese durch einen Beschluss der Hansestadt Bremen am 16. Juni 1952 genehmigt wurde, ist sie vom Finanzamt als wohltätig und steuerbegünstigt anerkannt.
Aus Mitteln des jährlich im Grafensaal der Burg Hohenzollern stattfindenden Wohltätigkeitskonzertes konnten Kinder aus dem damals eingeschlossenen und zerstörten Berlin kostenlose Ferien auf der Burg verbringen. Dafür wurde ein Teil der Burg mit entsprechenden Räumlichkeiten ausgestattet. Seitdem wird jährlich über 250 Kindern der kostenlose Ferienaufenthalt auf der Burg ermöglicht.
Nach dem Tode von Kira Prinzessin von Preußen blieb die Stiftung unter ihrem Ehemann Louis Ferdinand weiterhin aktiv. Nach dessen Tod 1994 übernahm der Enkel und heutige Oberhaupt des Hauses, Georg Friedrich Prinz von Preußen, den Stiftungsvorsitz. Heute steht dessen Ehefrau, Sophie, der Stiftung vor.

## Heutige Situation

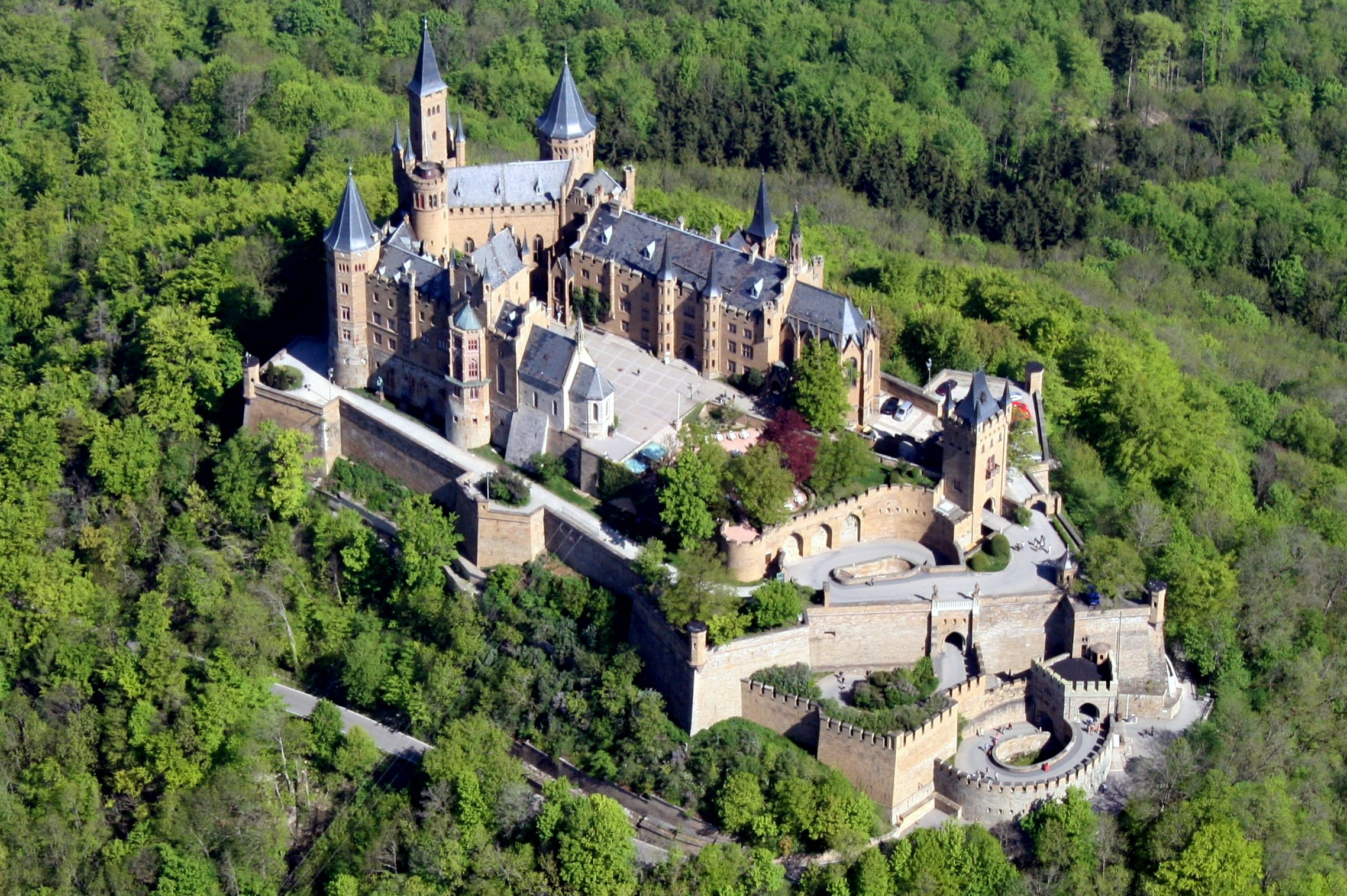
Die Burg Hohenzollern

Bis zur Wiedervereinigung wurde ausschließlich Kindern aus dem ehemals vom Krieg zerstörten Berlin der Aufenthalt auf der Burg ermöglicht. Nach der Wiedervereinigung wurde der Kreis der Stiftungsgäste erweitert. So sind heute neben Gruppen des Kinderschutzbundes, der SOS-Kinderdörfer und verschiedener sozialen Einrichtungen aus ganz Deutschland auch Jugendliche aus New York City eingeladen, die Familienangehörige bei den Anschlägen des 11. Septembers verloren. Zudem finden seit 2006 Treffen palästinensischer, israelischer und deutscher Jugendlicher auf der Burg statt, die sich im Rahmen eines Sonderprojektes um einen Beitrag zu einem besseren Verständnis und friedlichen Miteinander bemühen.
Insgesamt konnte bisher über 14.000 (Stand Februar 2020) jungen Gästen der Aufenthalt auf der Burg ermöglicht werden.

## Vorstand
Der Vorstand der Stiftung besteht (Stand Februar 2020) aus folgenden Mitgliedern:
- Sophie Prinzessin von Preußen (Vorsitzende)
- Gert Overbeck (stellvertretender Vorsitzender)
- Georg Friedrich Prinz von Preußen
- Karl-Friedrich Fürst von Hohenzollern
- Christian Freiherr von Humboldt-Dachroeden
- Sandra Gräfin Bernadotte

## Finanzierung
In den Anfangsjahren stiftete Prinz Louis Ferdinand von Preußen alle Einkünfte seines Buches Im Strom der Geschichte der Stiftung. Seit 1995 bezieht die Stiftung einen Großteil ihrer Spendengelder über ihre jährlichen Benefiz-Konzerte im Grafensaal der Burg Hohenzollern. Zusätzlich ist sie auf online-Spendenportalen wie z. B. betterplace.org vertreten.

## Kinder auf der Burg
Im Sommer 1954 konnten die ersten zehn Berliner Mädchen aus Berlin zusammen mit ihrer Lehrerin auf der Burg Ferien machen. Danach kamen zehn Jungen – von Berlin bis Frankfurt wurden sie von den Amerikanern mit der Kinderluftbrücke befördert. So wurde der Wunsch des Prinzenpaares, bedürftigen Kindern aus dem damals eingeschlossenen und zerstörten Berlin Ferien auf Burg Hohenzollern zu ermöglichen, verwirklicht.
Um die Ferienaufenthalte der Kinder auf der Burg zu ermöglichen, stellten die damaligen Burgherren, Prinz Louis Ferdinand von Preußen und Fürst Friedrich Wilhelm von Hohenzollern eine Etage der Burg zur Verfügung. Seit dem Tod von Prinz Louis Ferdinand von Preußen wird die Stiftungsarbeit auf der Burg mit der Unterstützung der heutigen Burgherren, Fürst Karl von Hohenzollern und Prinz Georg Friedrich von Preußen, weitergeführt.

## Weitere Projekte

### Kreativ- und Bastelprojekte
Im Rahmen des Burgaufenthaltes finden ein- bis mehrtägige Kreativ- und Bastelprojekte für die Kinder statt. Dabei arbeitet die Stiftung mit regionalen ehrenamtlichen Helfern zusammen. Das Angebot hierbei reicht vom Bemalen von Blumentöpfen und Leinwänden über das Bedrucken von Taschen bis hin zu einer Lesenacht oder dem Bauen eines Vogelhäuschens.

### Geocaching
Bei den Geocaching-Gemeinschaftsprojekten sollen die Kinder auf spielerische Art und Weise sich und ihre Umwelt, in der sie leben, näher kennenlernen. Dies soll zur Förderung der Teamfähigkeit beitragen.